# Rewolwer S&W Model 1½
S&W Model 1½ (No 1½, S&W Tip-Up Revolver) – amerykański rewolwer produkowany w drugiej połowie XIX wieku.
W momencie zakończenia wojny secesyjnej firma S&W produkowała dwa modele rewolwerów. Były to rewolwery Model 1 (kieszonkowy, kalibru .22 S&W Short) oraz Model 2 (kalibru .32 S&W RF). Po zakończeniu wojny S&W postanowił wprowadzić na rynek trzeci model o wymiarach zbliżonych do rewolweru Model 1, ale strzelający nabojem .32 S&W RF.
Nowy rewolwer otrzymał nazwę Model 1½ i był produkowany w dwóch wersjach:
- Model 1½ Old Model –  produkowany w latach 1864–1868. Posiadał lufę o zarysie ośmiokątnym i klasyczny chwyt. Bęben bez wybrań. Niektóre egzemplarze rewolwerów tej wersji mają lufy długości 102 mm,
- Model 1½ New Model – produkowany w latach 1868–1875.  Posiadał lufę okrągłą i chwyt w kształcie ptasiego dziobu. Bęben z wybraniami. Niektóre egzemplarze rewolwerów tej wersji mają lufy długości 64 mm,

## Opis
S&W Model 1½ był bronią powtarzalną. Szkielet łamany. Po odchyleniu do góry lufy bęben był odłączany od broni. Mechanizm uderzeniowy kurkowy, bez samonapinania, spust okryty, wysuwał się po napięciu kurka.
Model 1½ był zasilany z pięcionabojowego bębna nabojowego. Łuski z bębna były usuwane po wyjęciu bębna ze szkieletu. Do usuwania łusek służył trzpień zamocowany pod lufą.
Lufa gwintowana, posiadała sześć bruzd prawoskrętnych.
Przyrządy celownicze mechaniczne stałe (muszka i szczerbinka).